# غوفر جنوبي
غوفر جنوبي (الاسم العلمي:Thomomys umbrinus) هو نوع من الحيوانات يتبع جنس غوفر جيبي من فصيلة الغوفرية.